# Zenón Franco Ocampos
Zenón Franco Ocampos (Asunción, 12 maggio 1956 – Santiago di Compostela, 1º ottobre 2024) è stato uno scacchista paraguaiano.

## Biografia
Nel 1990 diventò il primo Grande maestro del Paraguay.
Dal 1976 al 2008 partecipò a nove edizioni delle Olimpiadi degli scacchi (sette volte in prima scacchiera), ottenendo complessivamente il 66,8 % dei punti. Vinse due medaglie d'oro individuali in prima scacchiera: alle olimpiadi di Lucerna 1982 e di Novi Sad 1990.
Nel 1976 vinse il campionato del Paraguay e nel 1999 si classificò secondo, dietro a Miguel Illescas, nel campionato spagnolo.
Fu tre volte vincitore del "Grand Prix de la República Argentina" di Buenos Aires (1979, 1980 e 1981).
Nel 1981 vinse a San Pedro de Jujuy il campionato panamericano.